# Polychrus acutirostris
Espèce
Synonymes
- Polychrus anomalus Wiegmann, 1834

Polychrus acutirostris est une espèce de sauriens de la famille des Polychrotidae.

## Répartition
Cette espèce se rencontre :
- dans le sud du Brésil dans les États de Bahia, de Goiás, du Pernambouc et de Ceará ;
- en Uruguay ;
- au Paraguay ;
- en Argentine ;
- dans l'est de la Bolivie dans les départements de Beni, de Chuquisaca, de Cochabamba, de Santa Cruz et de Tarija.

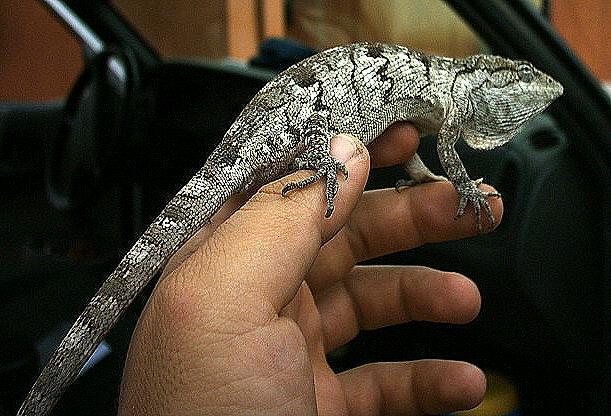

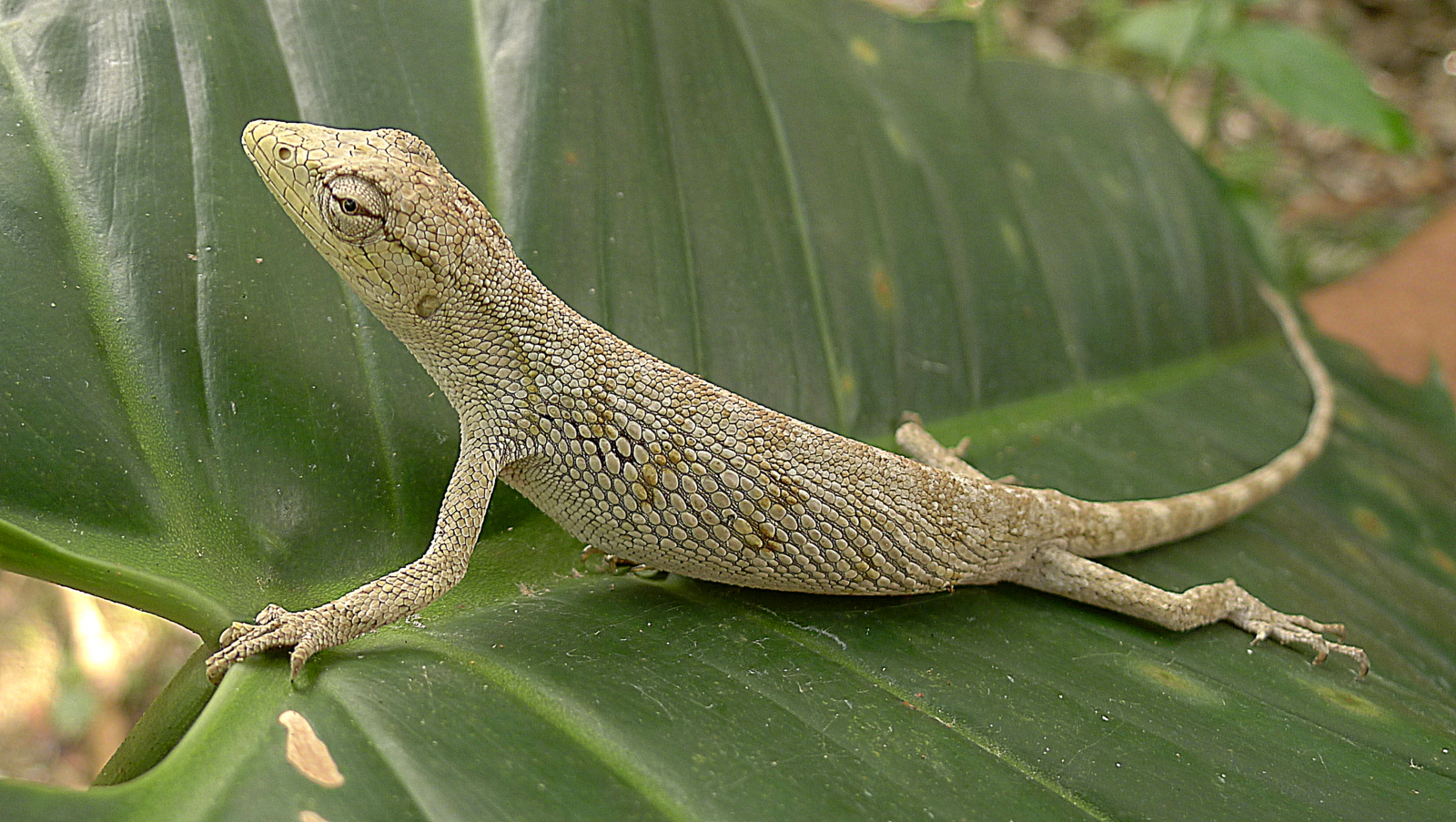

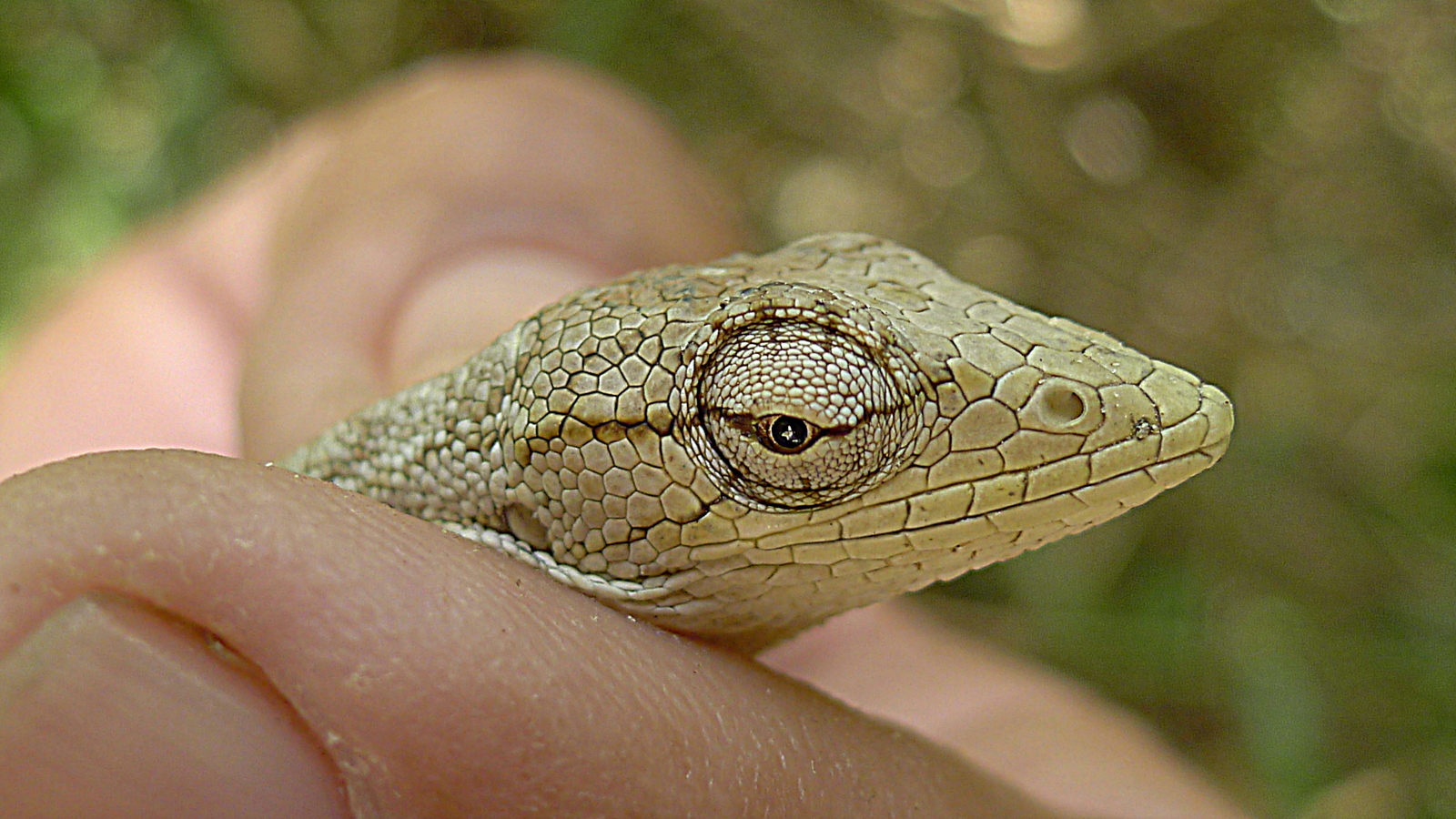

## Étymologie
Son nom d'espèce, dérivé du latin acutus, « aigu », et rostrum, « bec », lui a été donné en référence à son museau pointu.

## Publication originale
- Spix, 1825 : Animalia nova sive species nova lacertarum quas in itinere per Brasiliam annis MDCCCXVII-MDCCCXX jussu et auspicius Maximiliani Josephi I Bavariae Regis suscepto collegit et descripsit Dr. J. B. de Spix, p. 1-26 (texte intégral).